# طواف فيرزين 2021
طواف فيرزين 2021 (بالإيطالية: Tre Valli Varesine 2021)‏ هو سباق دراجات هوائية، وهو الموسم رقم 100 من طواف فيرزين، وأقيم في 5 أكتوبر 2021، وامتدّ لمسافة 196.7 كيلومتر، وهو أحد سباقات سلسلة سباقات الاتحاد الدولي للدراجات للمحترفين 2021، وشارك فيه 166 متسابقاً ووصل إلى نهايته 41 متسابقاً.
فاز بالمركز الأول أليساندرو دي مارشي، وبالمركز الثاني دافيد فورمولو، وبالمركز الثالث تادي بوجار.

## الفرق
| فرق عالمية (15)- Astana-Premier Tech - AG2R Citroën Team - Bora-Hansgrohe - Cofidis - EF Education-Nippo - Groupama-FDJ - Ineos Grenadiers - Intermarché-Wanty-Gobert Matériaux - Israel Start-Up Nation - Lotto Soudal - Movistar Team - Team BikeExchange - Qhubeka NextHash - Trek-Segafredo - UAE Team Emirates فرق برو (8)- فريق إيولو كوميت لركوب الدراجات 2021 ‏ - 2021 أندروني جوكاتولي-سيدرمك ‏ - Bardiani CSF Faizanè - كاجا رورال-سيغوروس 2021 ‏ - أوسكالتيل أوسكادي 2021 ‏ - Arkéa-Samsic - TotalEnergies - 2021 ويلير تريستينا-سيل إيطاليا ‏ فريق قاري- أموري وفيتا - برودير 2021 ‏ |  |
| |  |

## التصنيف العام النهائي
| التصنيف العام         | التصنيف العام           | التصنيف العام | التصنيف العام                      | التصنيف العام |
| العداء                | العداء                  | البلد         | الفريق                             | الوقت         |
| --------------------- | ----------------------- | ------------- | ---------------------------------- | ------------- |
| 1                     | أليساندرو دي مارشي      | إيطاليا       | Israel Start-Up Nation             | 4 س 47 د 04 ث |
| 2                     | دافيد فورمولو           | إيطاليا       | فريق الإمارات                      | + 0 ث         |
| 3                     | تادي بوجار              | سلوفينيا      | فريق الإمارات                      | + 38 ث        |
| 4                     | بينوا كوسنيفروي         | فرنسا         | AG2R Citroën Team                  | + 38 ث        |
| 5                     | Andreas Kron ‏           | الدنمارك      | لوتو سودال                         | + 38 ث        |
| 6                     | سيرجيو هيغويتا          | كولومبيا      | EF Education-Nippo                 | + 38 ث        |
| 7                     | لورينزو روتا            | إيطاليا       | Intermarché-Wanty-Gobert Matériaux | + 38 ث        |
| 8                     | ديفيد جودو              | فرنسا         | Groupama-FDJ                       | + 38 ث        |
| 9                     | Alessandro Covi ‏        | إيطاليا       | فريق الإمارات                      | + 38 ث        |
| 10                    | Aurélien Paret-Peintre ‏ | فرنسا         | AG2R Citroën Team                  | + 38 ث        |
| مصدر: ProCyclingStats |                         |               |                                    |               |

## وصلات خارجية
- الموقع الرسمي
- لمحة عن سباق طواف فيرزين 2021 على موقع  ProCyclingStats   (برو  سايكلنج  ستاتس) - إحصاءات  محترفي  الدراجات.
- طواف فيرزين 2021 على موقع إحصائيات الدراجات الإحترافية (الإنجليزية)